# Bolboleaus quadrifoveatus
Bolboleaus quadrifoveatus is een keversoort uit de familie cognackevers (Bolboceratidae). De wetenschappelijke naam van de soort werd in 1919 gepubliceerd door Arthur Mills Lea.